# Sælsøen
Het Sælsøen is een meer in Nationaal park Noordoost-Groenland in het oosten van Groenland.

## Geografie
Het meer is smal, langgerekt en met meerdere bochten. Het is meer dan 55 kilometer lang en is op z'n breedst maximaal zo'n drie kilometer.
In het westen wordt het meer gevoed door de Sælsøgletsjer, die aan het uiteinde van het meer gelegen is. In het oostelijke deel van het meer mondt vanuit het noorden een riviertje uit dat afkomstig is van het meer Annekssøen. Aan de zuidoostzijde van het meer ontspringt een rivier die ongeveer vijf kilometer zuidelijker uitmondt in de Dove Bugt.
Ten noorden van het meer ligt het Okselandet, ten noordoosten het Søndermarken, ten oosten het Germanialand en in het zuiden het Daniel Bruunland. 